# أنتال مولنار
أنتال مولنار (بالألمانية: Antal Molnár) (و. 1890 – 1983 م) هو ملحن، وعازف كمان ‏، ومعلم موسيقى، وAesthete (chiton) ‏، وأستاذ جامعي مجري، ولد في بودابست، يستخدم آلات كمان متوسط، توفي في بودابست، عن عمر يناهز 93 عاماً.

## التعليم
تعلم في أكاديمية الموسيقى، فرانس- ليزتست (حتى 1910)
.